# مجزرة عائلة البيوك
مجزرة عائلة البيوك هي مجزرةٌ ارتكبها سلاح الجوّ الإسرائيلي حينما أغارَ على منازل المدنيين في حي المنارة في خانيونس جنوب قطاع غزة بتاريخ العاشر من أيلول 2024. هذه المجزرة من ضمن عدة مجازر وقعت خلال عملية طوفان الأقصى. تسبّبت هذه المجزرة الإسرائيليّة والتي استهدفت منطقة حيوية في استشهاد عدد من سكان المنطقة و أكثر من 7 شهداء بينهم نساء وأطفال من عائلة البيوك.

## خلفية الحدث
في ساعاتِ الصباح الأولى من يوم السابع من أكتوبر 2023 أطلقت حركة المقاومة الإسلامية حماس عبر ذراعها العسكري كتائب الشهيد عز الدين القسام عملية طوفان الأقصى وذلك ردًا على الاعتداءات الإسرائيلية وتدنيس الأقصى والاستمرار في الاستيطان كما أكّد على ذلك محمد الضيف القائد العام للقسّام والذي أعطى إشارة انطلاق العمليّة التي شهدت اقتحامًا من المقاومين لمستوطنات غلاف غزة ونجحوا في قتلِ عدد كبيرٍ من الجنود الإسرائيلين وأسر عشرات آخرين كما استطاعوا خلال ساعات قطع عشرات الكيلومترات ووصلوا لمستوطنات أبعد من تلك المحيطة والقريبة من قطاع غزة.
استمرَّت الاشتباكات بين الجيش الإسرائيلي وبين المقاومين في عديد من المستوطنات وعلى رأسها مستوطنة سديروت. الرد الإسرائيلي على هذه العمليّة جاء من خلال شنّ سلاح الجو الإسرائيلي عشرات الغارات العشوائيّة على القطاع متسبّبة في مقتل عشرات المدنيين وتدمير البنية التحتية لمدن القطاع، ليصل حد فرض إغلاق شامل وقطع متعمد لكل الخدمات من ماء وكهرباء وغاز وهو ما هدَّد حياة أكثر من مليونَي فلسطيني يعيشُ داخل القطاع الذي يُعاني أصلًا من تبعات الحصار الخانق عليهم منذ ستة عشر عاماً.

## الضحايا
جميع الضحايا من المدنيين فضلًا عن كونهم من عائلة واحدة قضت بعد قصف الإحتلال الإسرائيلي الذي استهدف بنايتهم السكنية وجعلها ركام القائمة من رجال ونساء وأطفال وأصغرهم رضيع لا يتجازو الأشهر وهم:
1. منصور حسين البيوك (55 عام)
2. محمد منصور البيوك (27 عام)
3. جمانة منصور الأسطل "البيوك" (28 عام)
4. آيات منصور البيوك (22 عام)
5. لطفل منصور البيوك (أقل من عام)
6. فاتن سليمان البيوك
7. الطفل جاد البيوك

## انظر ايضا
- عملية طوفان الأقصى#المجازر الإسرائيلية.
- قائمة الاعتداءات الإسرائيلية وضحايا الحرب على غزة